# Eifeler

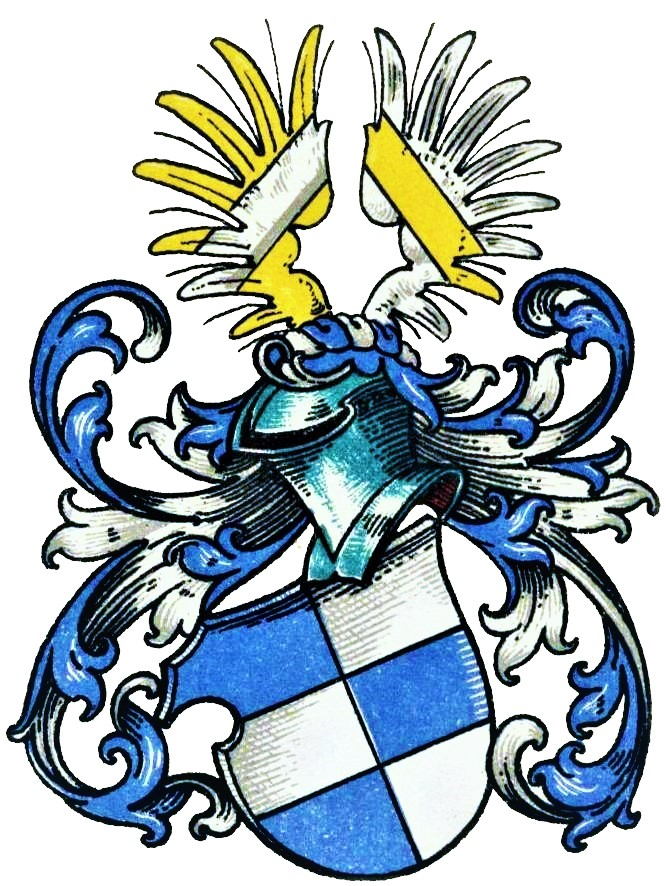
Wappen derer von Eifeler im Wappenbuch des Westfälischen Adels

Eifeler (auch Eiffeler, Eyfler oder ähnlich) ist der Name eines bereits im Mittelalter erloschenen niedersächsischen Adelsgeschlechts.

## Geschichte
Bei der Familie handelt es sich ursprünglich um ein Osnabrücker Stadtgeschlecht. Als solches ist es bereits 1270 urkundlich nachweisbar. Ein Zweig der Familie entwickelte sich in den ritterbürtigen Landadel. Schon 1283 erhielt Nikolaus von Eifeler vom Grafen von Tecklenburg den Holthaus-Kotten als Lehen. Schon damals könnte die Familie die benachbarte Honeburg besessen haben. Jedenfalls verkaufte Nikolaus Enkel Rudolf von Eifeler 1344 zusammen mit seiner Frau Helene von Loen und seiner bis zu jenem Zeitpunkt einzigen Tochter eine Rente aus seiner „Burg vor dem Gehölz, welches Hoen oder Pedesberg heißt.“
Zuvor hatte sein Vater, Ritter Nikolaus von Eifeler, Sohn des o. g. Nikolaus, 1312 zusammen mit den Rittern von Plettenberg, von Bevern, von Batenhorst und dem Bürger Johann von Eifeler Burg Reckenberg („Rädchenburg“), eine bischöfliche Stiftsburg und Verwaltungssitz des Amts Reckenberg, in Pfandbesitz. Sohn Rudolf wurde 1350 vom Osnabrücker Bischof Johann II. Hut mit dem Meierhof und dem Zehnten zu Holthausen belehnt. Rudolf Sohn Sweder von Eifeler war mit Beate von Sledesen verheiratet. Er wurde 1402 mit dem castellum Honeburg belehnt. 1412 war er verstorben. Seine Witwe und sein gleichnamiger Sohn wurden 1412 mit der Wohnung zu Holhthausen, auch Honeburg genannt, belehnt. Beate vermählte sich ein zweites Mal mit Diedrich von Marschalk. Zusammen mit diesem verkaufte sie 1421 eine Rente aus Gut Honeburg. Sohn Sweder wurde 1442 und 1461 mit der Honeburg belehnt. Dabei wurde er von Eifeler ander geheten van der Honeburg genannt. Verheiratet war Sweder von Eifeler mit Fenenna von Bar. Die Eheleute hatten nur eine Tochter namens Lisa. Sie war die Letzte des Geschlechts und von 1458–1478 Ehefrau des Otto von Kerssenbrock, wodurch die Honeburg an die Kerssenbrock fiel. Tatsächlich trat Sweder von Eifeler die Burg bereits 1469, d. h. noch zu Lebzeiten, an seinen Schwiegersohn ab. Lisa war die Mutter von Rembert von Kerssenbrock (1474–1568), Bischof von Paderborn.

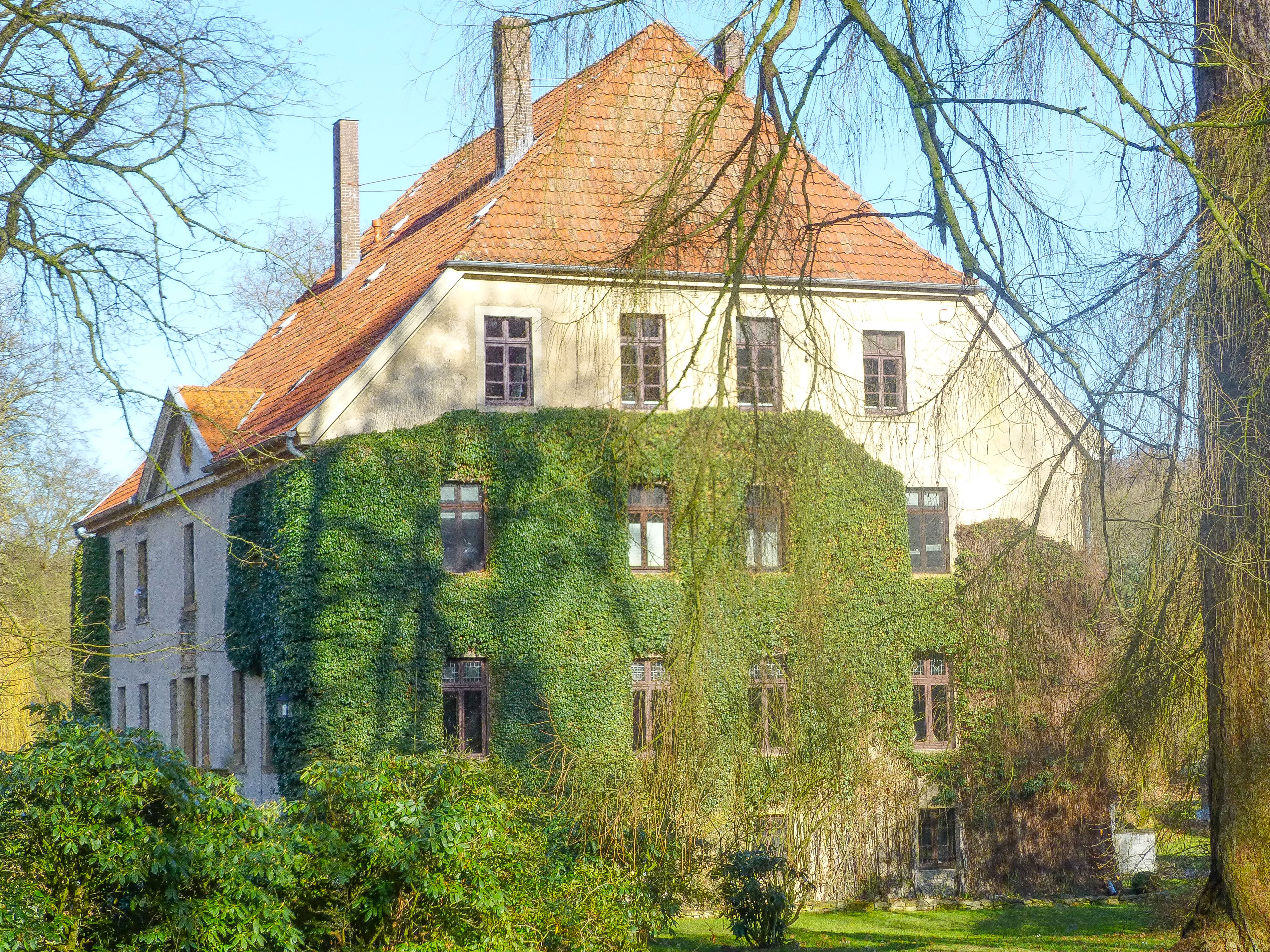
Herrenhaus der Honeburg von Südwesten
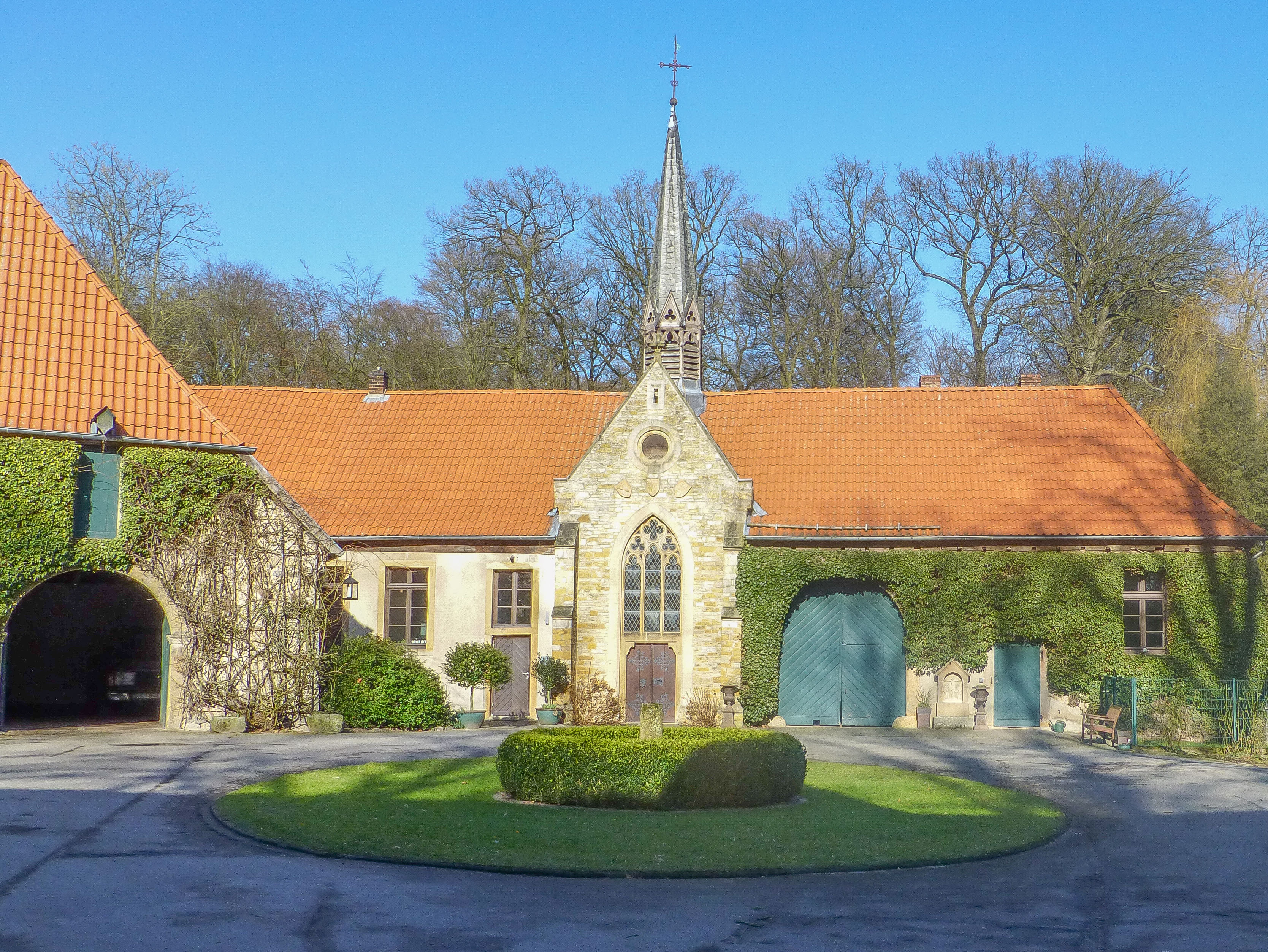
Wirtschaftsgebäude und Kapelle der Honeburg von Süden
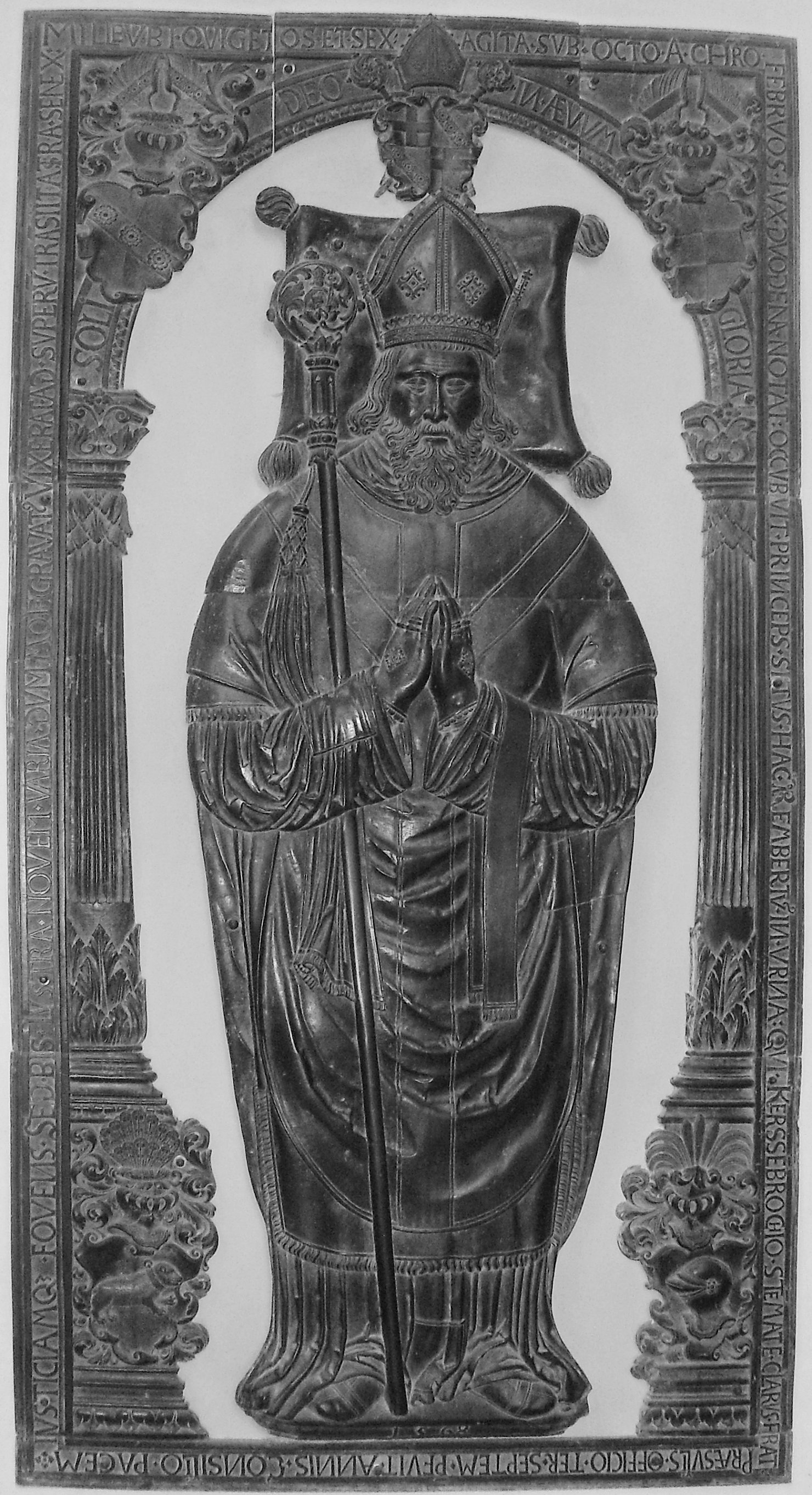
Grabplatte des Rembert von Kerssenbrock im Paderborner Dom. Oben rechts das Wappen derer von Eifeler

## Wappen
Blasonierung: Gespalten und zweimal geteilt, von Blau und Silber zu sechs Plätzen geschacht. Auf dem blau-silbern bewulsteten Helm ein offener Flug, rechts golden, links silbern, jeder mit einem nach außen absteigenden Schrägbalken in gewechselten Farben beladen. Die Helmdecken sind blau-silbern.